# Inmaculada Concepción (Zurbarán, 1658)
Inmaculada Concepción es el tema de un cuadro de Francisco de Zurbarán, realizado en 1658, que consta con el número 254 en el catálogo razonado y crítico, realizado por la historiadora del arte Odile Delenda, especializada en este artista.

## Introducción
Comparando esta obra con sus primeras versiones de la Inmaculada Concepción —como la Inmaculada Concepción (1629, Museo del Prado)— Zurbarán muestra aquí un estilo más evolucionado, donde substituye la anterior rigidez y el tenebrismo por un esfumado que dulcifica las figuras. La presente versión es una de las más originales del pintor. Debido a una desafortunada restauración, había desaparecido —repintada— la doble corona que lleva María, la cual fue recuperada mediante otra restauración posterior.

## Descripción de la obra
Datos técnicos y registrales
- Colección Masaveu, Inv. 131/FM-179;
- Pintura al óleo sobre lienzo 203 x 157,5 cm —205 x 160 según la colección Masaveu—;[2]
- fecha de realización:1658;
- Catalogado por O. Delenda con el número 254;
- Firmado y fechado en una cartela, en la parte inferior izquierda: Franco de zurbaran/faciebat 1658;
- Restaurado entre 1967 y 1985.[3]

### Análisis de la obra
La figura de María en esta obra es muy parecida a la de la Inmaculada con dos figuras alegóricas, erguida, algo incurvada y ligeramente arrodillada, elevando los ojos ligeramente hacia al cielo, y ambas visten un manto azul sobre una larguísima túnica de un blanco deslumbrante, de mangas anchísimas. Pero en el presente lienzo presenta las manos juntas en oración y posa sobre un gran globo terráqueo donde se ve un paisaje. Su cabellera es algo más clara, con bucles deshechos, y porta una curiosa doble corona: la primera de rosas de color claro y, por encima, otra de oro y piedras preciosas azules. María aparece aquí más rubia, con bucles deshechos caídos. Su manto presenta amplias ondulaciones y está sujeto al cuello mediante una cadena dorada. Por otra parte las cabecitas de ángeles entre las nubes están más difuminadas que en el cuadro anterior.
A cada lado del globo se ven tres putti, con algunos atributos marianos. En la parte izquierda, el del centro parece mirarse en el Espejo sin mancha, que vemos del revés. Detrás de él, uno asoma su cabecita en la sombra, apoyándose en el hombro del primero. El otro lleva en la espalda un echarpe de color verde muy sutil, y se agarra al manto de la Virgen. En la parte derecha, tres putti forman un grupo con curiosas posturas. El primero, vestido de rosa, parece sostener con dificultad el globo terráqueo. A su lado, medio enrollado en una cinta amarilla, otro sostiene el Lirio entre espinas y un ramito que remite al Hermoso olivo. Entre ambos, otro putto con las manos alzadas sostiene —apenas perceptible— la Escala de Jacob.

## Procedencia
1. Sevilla, colección deán López Cepero (?);
2. París, Galería española de Luis Felipe I de Francia, 1838-1848, n° 326, n° 336;
3. Londres, venta Louis-Philippe, Christie's, 7 de mayo de 1853, n° 158, comprado por Pearce (95 £);
4. Venta Pearce, 23 de abril de 1872, n° 491;
5. Londres, venta Christie’s, 28 de marzo de 1969, n° 56;
6. Madrid, venta Sotheby’s, 20 de junio de 1985, n° 7 (19.550.000 pesetas);[3]
7. Colección Luis Masaveu.[2]